# Hakata Gion Yamakasa

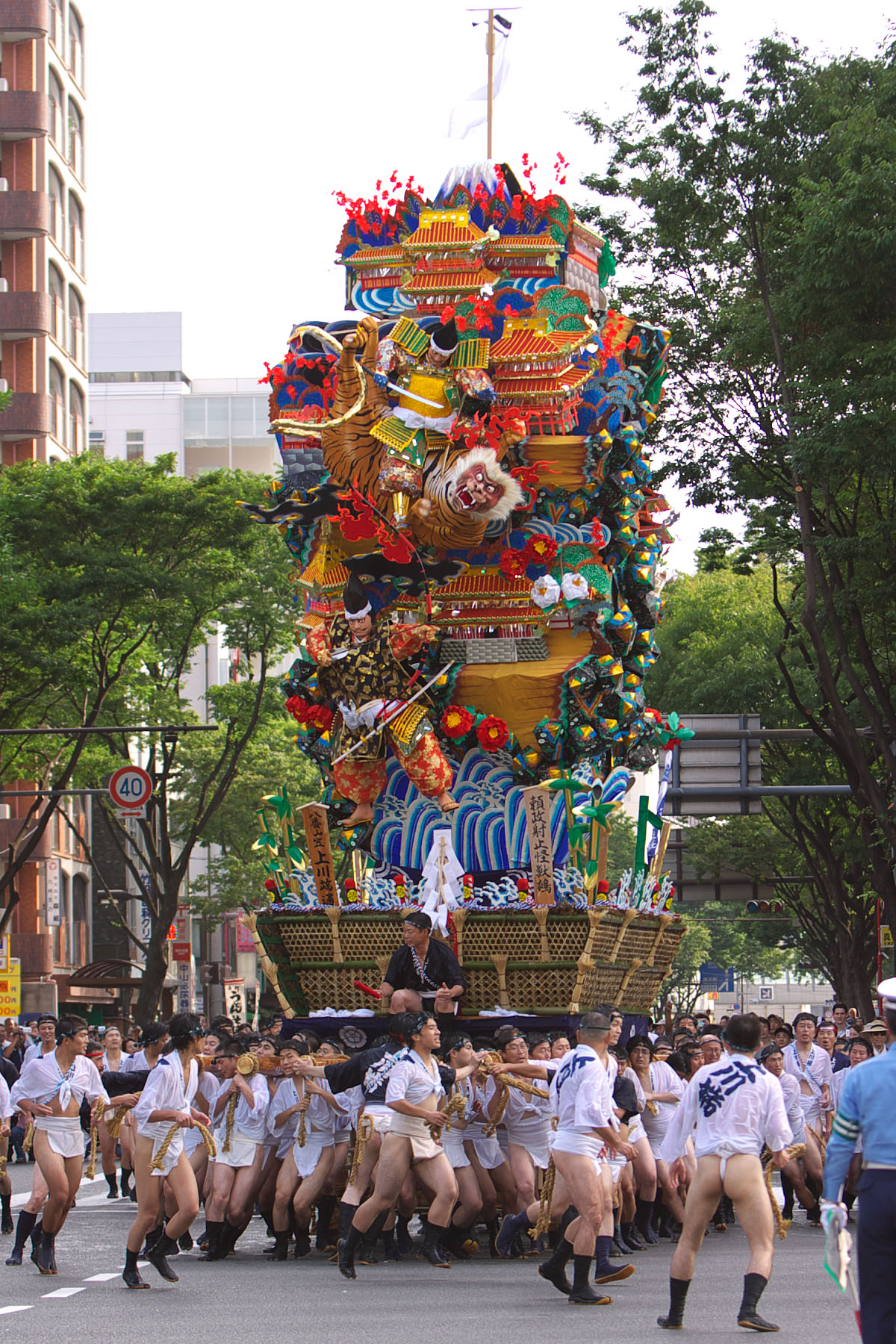
Hakata Gion Yamakasa a Fukuoka, Giappone.

Lo Hakata Gion Yamakasa è uno dei più grandi festival del Giappone.

## Storia
Da 750 anni il festival, matsuri in giapponese, esprime lo spirito degli Hakatakko, la gente di Hakata.
La celebrazione è originaria del 13 secolo, quando un monaco buddista chiamato Shoichikokushi pose fine ad una grave epidemia, pregando e spargendo acqua benedetta per le vie della città. Egli si muoveva per mezzo di un carro chiamato Segakidana, costruito per lui dalla gente del luogo.

## Svolgimento
I partecipanti indossano uno mizuhappi (una giacca corta), ed un shimekomi (perizoma). Essi formano sette squadre, chiamate nagare e gareggiano per le strade di Hakata trasportando un carro kakiyama di una tonnellata circa sulle loro spalle. Le squadre si chiamano Daikoku, Higashi, Nakasu, Nishi, Chiyo, Ebisu e Doi. Vince chi percorre due chilometri nel minor tempo possibile. Ogni gara richiede comunque almeno 30 minuti. Altri stupendi carri decorati Kazariyama, creati dagli stessi maestri fautori delle bambole di Hakata, alti dagli 8 ai 10 metri, sono disposti in giro per la città.
Il cerimoniale inizia con messa in mostra dei Kazariyama per una settimana in 12 siti della città. Dopodiché viene celebrato lo Oshioitori, un cerimoniale di purificazione dei corpi che precede la manifestazione vera e propria. I membri dei sette nagare si ritrovano tutti assieme ad Hakozakihama. Dopo esser passati al tempio di Hakozaki per una preghiera, raggiungono la vicina spiaggia, dove prenderanno un po' di sabbia, simbolo di purificazione. Il rituale si conclude con un applauso offerto al sole tramontante.
Il giorno successivo si svolge il Nagaregaki. Come riscaldamento per la gara che verrà, ogni squadra solleverà per la prima volta il proprio carro, percorrendo le strade del proprio rione.
Il giorno dopo è la volta dello Asayama, e del Tanagaregaki. Il primo, conosciuto anche come Shugiyama, è allo stesso tempo una sessione di preparazione ed un modo per mostrare rispetto verso i più anziani che hanno devoluto così tanti anni a questa festa. Essi si siedono sopra il kakiyama, e vengono trasportati per i rioni degli avversari in un evento chiamato Tanagare.
Nella giornata seguente è la volta dello Oiyama-narashi, un'altra gara che precede l'evento principale. Per dare un maggior spirito di competizione, la corsa viene cronometrata. Il via è alle 15.59.
Si passa quindi allo Shudan Yamamise. Questo è l'unico giorno in cui il kakiyama attraversa il fiume Naka entrando nella vecchia città castello di Fukuoka. I carri percorrono 1,2 km di distanza dall'incrocio di Gofukumachi nel distretto di Hakata al municipio di Tenjin. È tradizione che in questo evento, il sindaco e le celebrità della città salgano sul carro.
Il giorno che precede la grande gara viene svolto l'ultimo allenamento o Nagaregaki.
Infine, l'ultimo giorno avviene l'Oiyama. Un tamburo gigante dà il via alla manifestazione alle 4.59 del mattino, con la partenza del primo carro. Il secondo seguirà a sei minuti di distanza ed i rimanenti ogni cinque. Questa competizione cronometrata prende nome di Kushida-iri. Dopo questa prova, una corsa di cinque chilometri testerà la velocità di ogni squadra. A questo punto prenderà piede una performance del tradizionale teatro Noh per calmare partecipanti e pubblico, dopo l'eccitazione della mattinata.
La musica e i suoni del festival sono stati inseriti dal Ministero dell'ambiente nella lista dei 100 paesaggi sonori del Giappone, quale patrimonio sonoro di rilievo culturale e come tale da tutelare.